# Bonifacio Visconti d'Ornavasso
Bonifacio Visconti barone d'Ornavasso, barone d'Ornavasso e signore di Castelleto sopra Ticino (Milano, 19 ottobre 1788 – 1877) è stato un generale italiano, già distintosi come ufficiale nel corso della guerre napoleoniche, che nel corso della prima guerra d'indipendenza italiana fu comandante della 2ª Divisione di riserva formata anche da reclute lombarde.

## Biografia
Nacque a Milano il 19 ottobre 1788, figlio di Giovanni Battista Maria e di Ortensia della Porta. Iniziò la sua carriera militare come volontario nella Guardia Reale Italiana dell'esercito del Regno d'Italia nel luglio del 1805. Partecipò alle campagne di Napoleone Bonaparte in Italia nel 1805, e in Austria nel 1809 dove combatté a Raab e a Wagram venendo promosso tenente. Tra il 1811 e il 1813 operò in Spagna, combattendo a Villafelice (17 marzo 1812), con la nomina a aiutante di campo del generale Fortunato Schiassetti, e poi distinguendosi in Andalusia, in Biscaglia e in Navarra. Rientrato in Italia divenne aiutante di campo del generale Alessandro de Rege di Gifflenga, combattendo nel Trentino e in Tirolo, e poi fu nominato aiutante di campo del generale Carlo Zucchi.  Il 26 marzo 1814 fu insignito dell'onorificenza di Cavaliere dell'Ordine della Corona ferrea.
Dopo la restaurazione, il 16 dicembre 1814 entrò in servizio nell'Armata Sarda come tenente nel Reggimento "Dragoni della Regina" venendo promosso capitano il 10 aprile 1815. Allo scoppio dei moti rivoluzionari del 1821, nonostante fosse rimasto con l'Armata reale, si allontanò da Novara e dunque fu posto in aspettativa. Il 22 febbraio 1822 entrò in servizio nel Reggimento "Dragoni del Genevese" e il 30 luglio 1823 venne promosso maggiore in aspettativa. La sua promozione a maggiore in servizio attivo avvenne il 1º febbraio 1826 sempre in servizio nel medesimo reggimento. Il 28 marzo 1825 venne insignito della Croce di Cavaliere dell'Ordine militare dei Santi Maurizio e Lazzaro, e il 28 marzo 1827 fu assegnato allo stato maggiore della Divisione militare di Novara.
Il 1º marzo 1830 fu assegnato al Reggimento "Piemonte Reale" con il grado di tenente colonnello. Nel 1831 divenne colonnello nel Reggimento "Aosta Cavalleria" e nel 1836 fu promosso maggior generale. In quello stesso anno assunse il comando della 3ª Brigata di cavalleria e fu nominato luogotenente delle Guardie del Corpo del Re. Nel 1847 fu nominato comandante della Divisione militare di Torino, e fu promosso al grado di tenente generale.
Durante la campagna di Lombardia, nel giugno del 1848, assunse il comando della 2ª Divisione di riserva formata anche da reclute lombarde. Con i suoi uomini non fu coinvolto direttamente nella battaglia di Custoza (23-25 luglio), schierato con le sue truppe, a detta del Bortolotti, sprovviste di tutto, sul lato sinistro del Mincio. Da qui, nel corso degli scontri fra Sona e Sommacampagna che coinvolsero il II Corpo d'armata del generale Ettore De Sonnaz, inviò alcuni battaglioni a difendere, da un probabile attacco austriaco, i passi strategici del fiume. Le truppe piemontesi si attestarono a Monzambano, Colà e Ponti, dove fu mandato il generale Pietro Bonforte Bussetti di Bersano. Al mattino del 24 iniziarono i primi combattimenti fra le truppe austriache e quelle della 2ª Divisione di riserva, con queste ultime poste in posizione di svantaggio per cui egli dovette ordinarne la ritirata verso Castiglione delle Stiviere. Il De Sonnaz, da Peschiera, tentò vanamente di inviare alcuni reparti in suo aiuto, ma le truppe di soccorso o si persero od eseguirono tardi gli ordini così da non poter prestare il rinforzo necessario alla divisione di riserva. Le sue truppe, insieme ad altre unità giunte in suo soccorso si ritirarono e si diressero dapprima a Monzambano e poi a Volta Mantovana. Dopo la cessazione delle ostilità fu nominato comandante della Divisione militare di Cuneo.
Nel 1849 venne posto in posizione di riposo con il grado di tenente generale e nel 1851 fu nominato membro della Regia Commissione per esaminare le domande di ricompense al valor civile. Nel 1858 assunse l'incarico di comandante della Guardia Nazionale di Torino. Nel 1864 dovette contrastare le proteste di piazza seguite all'annuncio del governo del trasferimento della Capitale del Regno d'Italia da Torino a Firenze. Si spense nel 1877.

### Fonti
1. ↑  Ilari, Shamà 2008, p. 518.
2. 1 2 3 4 5  Lo Faso di Serradifalco 2016, p. 457.
3. 1 2  de Saint-Hilaire 1844, p. 864.
4. ↑  de Saint-Hilaire 1844, p. 865.
5. ↑  de Saint-Hilaire 1844, p. 866.
6. ↑  de Saint-Hilaire 1844, p. 867.
7. 1 2  de Saint-Hilaire 1844, p. 868.
8. 1 2 3 4 5  Paletti, Saccomandi, Cerbo 1970, p. 206.
9. 1 2 3 4 5  Di Pietrantonio 2020, p. 156.
10. 1 2 3 4 5  Di Pietrantonio 2020, p. 157.
11. ↑   Calendario generale del regno, 1860,  p. 542. URL consultato il 12 marzo 2021.
12. ↑  Torino1864.